# ベルガンバフト
ベルガンバフト（オランダ語: Bergambacht、オランダ語発音: [bɛr(ə)xˈɑmbɑxt] ( 音声ファイル)）は、オランダ西部の南ホラント州にかつて存在した基礎自治体（ヘメーンテ）。2015年にクリンペネルワールト (Krimpenerwaard) の一部となった。
面積は38.06平方キロメートルで、そのうち水域が2.96平方キロメートルであった。1985年にアンメルストル (Ammerstol) とベルケンワウデ (Berkenwoude) の各ヘメーンテを編入した。

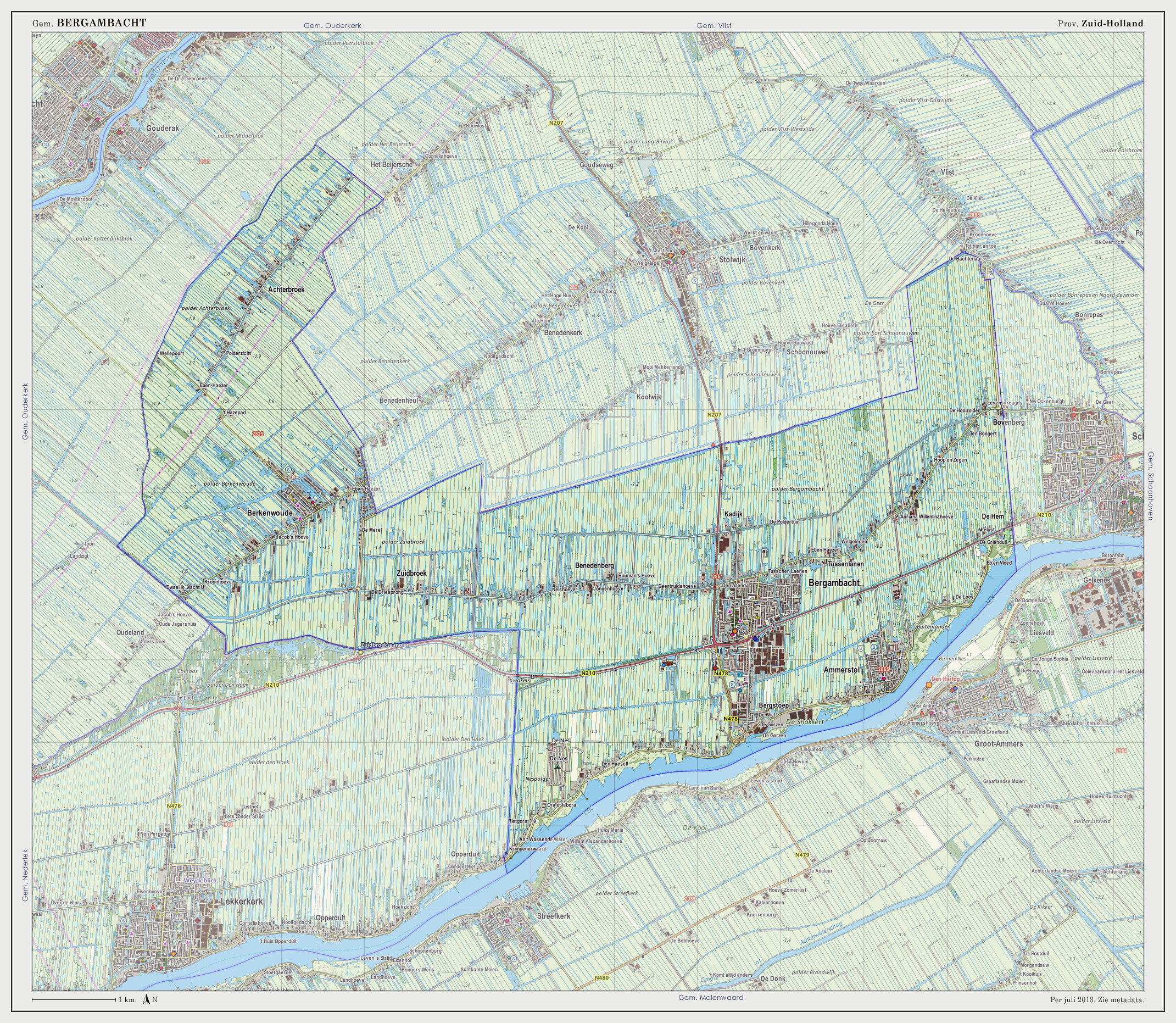
旧ベルガンバフト市の地形図（2013年時点）

## ゆかりの人物
- ウィム・コック（1938年 - 2018年） 元首相
- メインデルト・レールリンク（1936年 - 2021年） ジャーナリスト、政治家